# Nothomiza dentisignata
Nothomiza dentisignata là một loài bướm đêm trong họ Geometridae.